# Круглая резьба

Круглые резьбы имеют очень округлые вершины и впадины

Резьба круглая представляет собой резьбу с профилем необычной, сильно закругленной формы. Большое пространство между закругленными вершинами и впадинами обеспечивает пространство для смещения мусора и грязи, делая её устойчивой к загрязнению. Кроме того, резьба этого вида также гораздо более устойчива к износу, чем другие виду резьбы, потому что у неё нет хрупких краев.

## Резьбы круглые общего назначения
Стандарты:
- DIN 405-1 General purpose knuckle threads — Part 1: Profiles, nominal sizes[1]
- DIN 405-2 General purpose knuckle threads — Part 2: Deviations and tolerances[2]

Условное обозначение:
Rd 150 x 1/4"

## Резьба для санитарно-технической арматуры
Резьба круглая применяется в санитарно-технической арматуре: для шпинделей, вентилей, смесителей, туалетных и водопроводных кранов.
Стандарт:
- ГОСТ 13536-68 Резьба круглая для санитарно-технической арматуры.

### Параметры резьбы

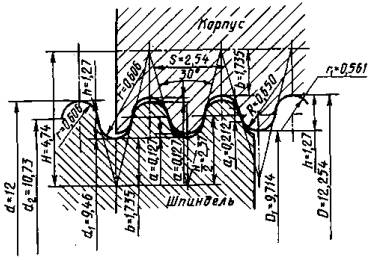

Профиль круглой резьбы образован окружностями, на вершинах и впадинах, соединёнными прямыми с углом профиля при вершине 30°. Профиль формируется закругленными вершинами и впадинами, соединяющимися прямыми линиями. Размеры резьбы:
{\displaystyle H=1{,}86603\cdot S}
{\displaystyle r=0{,}23851\cdot S}
{\displaystyle h=0{,}5\cdot S}
{\displaystyle R=0{,}25597\cdot S}
{\displaystyle a=0{,}05\cdot S}
{\displaystyle r_{1}=0{,}22105\cdot S}

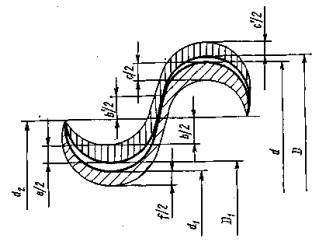

Отклонения отсчитываются от соответствующих номинальных значений диаметров резьбы в направлении, перпендикулярном к оси резьбы.
По стандарту резьба существует только в одном номинальном диаметре d = 12 мм.
| Номинальный диаметр резьбы, {\displaystyle d}, мм | Резьба на шпинделе                 | Резьба на шпинделе                 | Резьба на шпинделе                       | Резьба на шпинделе                       | Резьба на шпинделе                    | Резьба на шпинделе                    | Резьба в корпусе                      | Резьба в корпусе                      | Резьба в корпусе                         | Резьба в корпусе                         | Резьба в корпусе                   | Резьба в корпусе                   |
| Номинальный диаметр резьбы, {\displaystyle d}, мм | Наружный диаметр {\displaystyle d} | Наружный диаметр {\displaystyle d} | Внутренний диаметр {\displaystyle d_{1}} | Внутренний диаметр {\displaystyle d_{1}} | Средний диаметр {\displaystyle d_{2}} | Средний диаметр {\displaystyle d_{2}} | Средний диаметр {\displaystyle d_{2}} | Средний диаметр {\displaystyle d_{2}} | Внутренний диаметр {\displaystyle D_{1}} | Внутренний диаметр {\displaystyle D_{1}} | Наружный диаметр {\displaystyle D} | Наружный диаметр {\displaystyle D} |
| Номинальный диаметр резьбы, {\displaystyle d}, мм | Предельные отклонения, мкм         | Предельные отклонения, мкм         | Предельные отклонения, мкм               | Предельные отклонения, мкм               | Предельные отклонения, мкм            | Предельные отклонения, мкм            | Предельные отклонения, мкм            | Предельные отклонения, мкм            | Предельные отклонения, мкм               | Предельные отклонения, мкм               | Предельные отклонения, мкм         | Предельные отклонения, мкм         |
| Номинальный диаметр резьбы, {\displaystyle d}, мм | верхн.                             | нижн.{\displaystyle -c}            | верхн.                                   | нижн.{\displaystyle -f}                  | верхн.                                | нижн.{\displaystyle -b}               | нижн.                                 | верхн.{\displaystyle +b'}             | нижн.                                    | верхн.{\displaystyle +e}                 | нижн.                              | верхн.{\displaystyle +c'}          |
| ------------------------------------------------- | ---------------------------------- | ---------------------------------- | ---------------------------------------- | ---------------------------------------- | ------------------------------------- | ------------------------------------- | ------------------------------------- | ------------------------------------- | ---------------------------------------- | ---------------------------------------- | ---------------------------------- | ---------------------------------- |
| 12                                                | 0                                  | 220                                | 0                                        | 220                                      | 0                                     | 180                                   | 0                                     | 180                                   | 0                                        | 220                                      | 0                                  | 220                                |

Указанные допуски среднего размера включают также и необходимые для компенсации погрешностей шага и угла профиля величины уменьшения среднего диаметра наружной резьбы или увеличения среднего диаметра внутренней резьбы.
Условное обозначение круглой резьбы: буквы Кр, номинальный диаметр резьбы, шаг и обозначение стандарта. Пример условного обозначения круглой резьбы диаметром d = 12 мм, шагом S = 2,54 мм:
Кр 12×2,54 ГОСТ 13536-68

## Резьба Эдисона
Резьба Эдисона круглая получила широкое распространение в электротехнических изделиях (в цоколях лампочек).
Стандарты:
- DIN 40400 Edison thread for D-type fuses; limit dimensions[3]
- ГОСТ 6042-83 Резьба Эдисона круглая

Пример условного обозначения резьбы Эдисона Е27 для металлических
элементов:
Е27
То же, для неметаллических элементов:
Е27/N